# 塘米线轮渡
塘米线轮渡，初称米市渡。为中国上海市黄浦江上的一条对江轮渡航线，航线北起松江区松金公路8922号米市渡轮渡站，南至松江区松金公路8886号塘口轮渡站。

塘米线轮渡为上海市轮渡有限公司在黄浦江上游的第一条轮渡航线。该轮渡航线又是上海市目前唯一一条使用车渡渡轮实行车、客混装运营的黄浦江对江轮渡航线。同时，该航线也是上海最后一条黄浦江车辆渡航线。

塘米线轮渡在清朝光绪年间已有，初称米市渡，使用手摇木船渡客。民国21年（1932年），松金公路建成，该渡成为上海通往金山、杭州等地的交通咽喉。民国27年（1938年），该渡开始载运汽车过江。1963年1月1日，航线交由公私合营上海市轮渡公司运营，并正式定名为塘米线车辆渡。

因轮渡下游不远处的松浦三桥建成通车，塘米线车辆渡过渡车流量锐减，使得轮渡班次有所减少，运营时间也有所缩短。2012年6月11日起，塘米线轮渡关闭。

## 历史

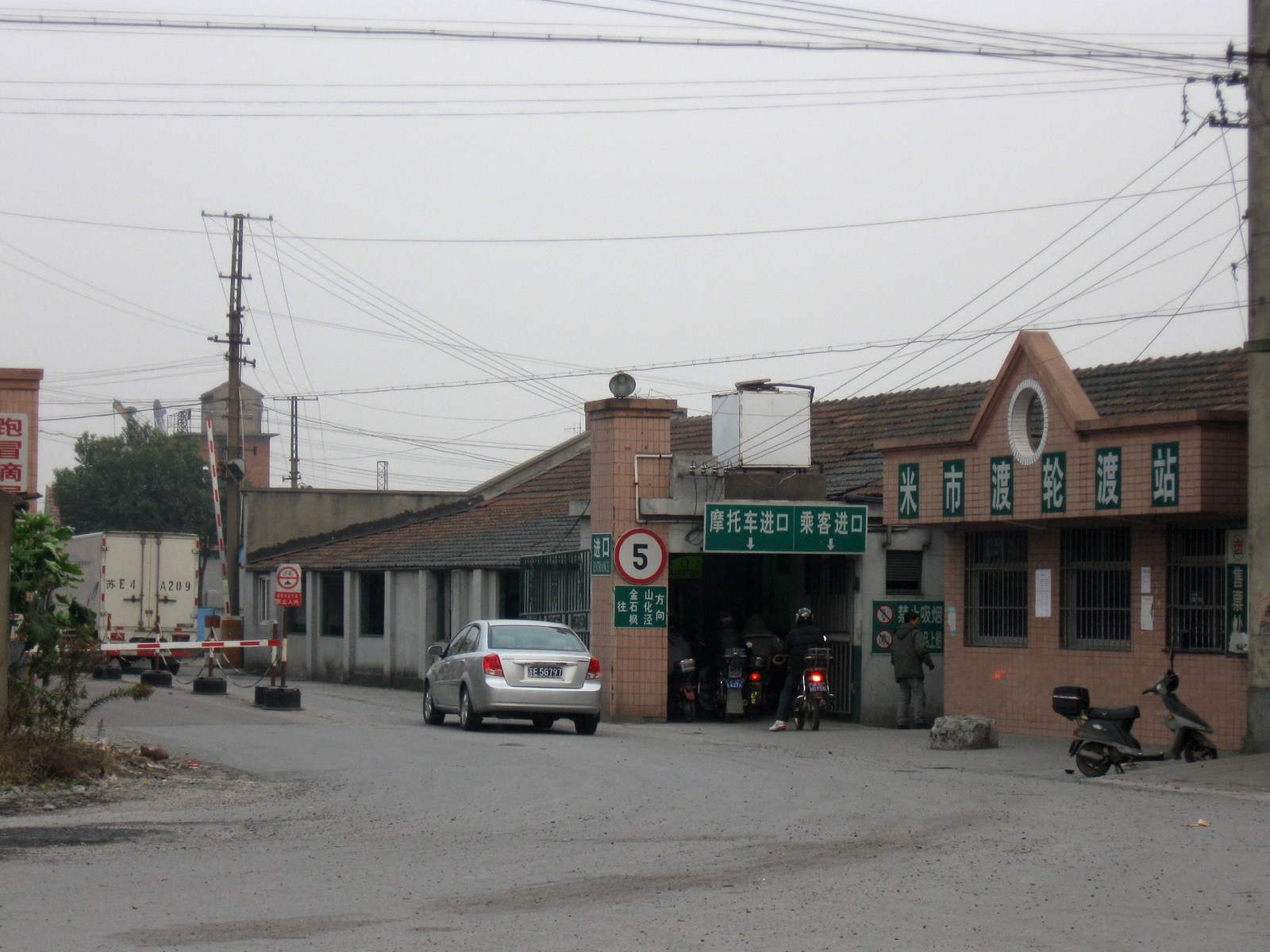
米市渡轮渡站（2008年）

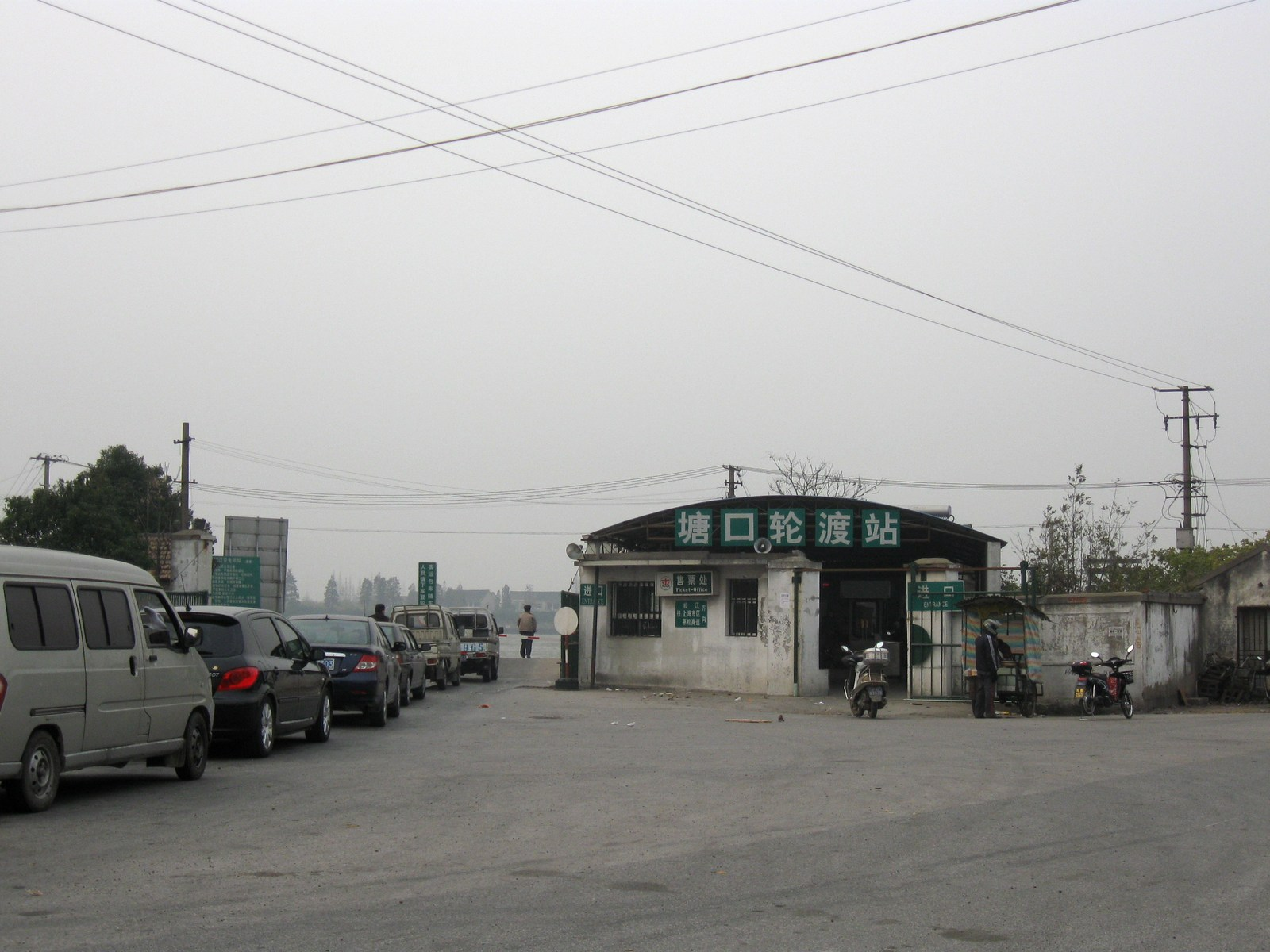
塘口轮渡站（2008年）

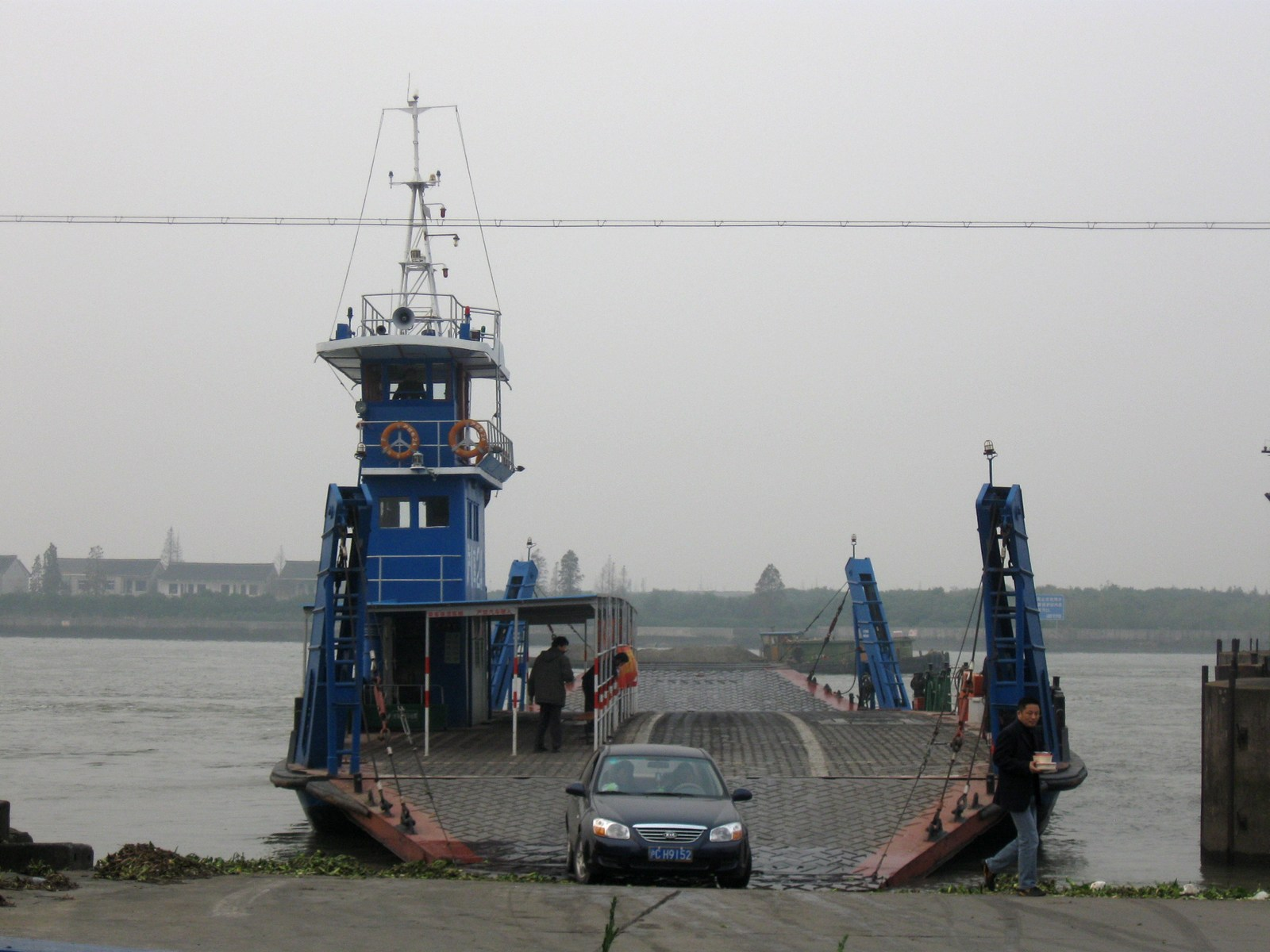
2007年西闵线车辆渡撤消后调入塘米线轮渡的沪航车24车辆渡轮（2008年）

塘米线轮渡在清朝光绪四年（1878年）就已设立，初称米市渡，航线由浦北米市渡至浦南塘口，使用手摇木船渡客。渡口为当时松江境内黄浦江上的7座渡口之一。中華民国21年（1932年），由松江城通往金山卫的松金公路建成，该渡成为上海通往金山、杭州等地的交通咽喉。民国26年（1937年）以前，渡口配有约5吨的手摇木船2艘。民国27年（1938年），渡口开始载运车辆过江。民国34年（1945年），抗日战争胜利后，渡口改用2艘约10吨的手摇木船过渡。至两年后，又改用装有两台22.5匹马力挂艄引擎的、由2条驳船拼接而成的“大排其”过渡，驳船无舵，使用螺旋桨控制方向，航线实行车、客混装运营。

1950年2月起，航线由松江县运输公司接管。20世纪50——60年代初，使用“松金”轮车辆渡轮过渡。两岸轮渡站码头为踏步式码头。1963年1月1日，航线交由公私合营上海市轮渡公司运营，并正式定名为塘米线车辆渡。1963年1月24日，投资人民币30万元，将两岸轮渡站码头改建为斜坡式码头。1964年，渡口改配1艘240匹马力、载重112.76吨的8车位车辆渡轮过渡。1976年7月1日，因航线下游的黄浦江大桥（今松浦大桥）通车，塘米线车辆渡过渡车辆有所减少。80年代后，随着上海发展，车辆渡过渡流量又有所回升。至1990年，渡口配置2艘16车位车辆渡轮。20世纪70年代，为保证运营安全，市轮渡在车辆渡轮上安装铁栅，实行人车分流运载。上渡轮时先上车辆，后上行人；下渡轮时先下行人，后下车辆。

松浦三桥建成前，航线由沪航车24、25号车辆渡轮承担过渡运营。2010年6月30日，塘米线轮渡东侧不远处的松浦三桥建成通车，塘米线车辆渡过渡车流量锐减。之后，上海市轮渡公司对航线班次及运营时间进行调整。运营时间由原米市渡轮渡站5：30——20：00；塘口轮渡站原5：45——20：05调整为米市渡轮渡站6：30——18：30；塘口轮渡站6：30——18：35。原8：00——18：00的高峰快班、两船运营改为全天30分钟一班、单船运营。

因松浦三桥通车影响，该轮渡已经几乎没有机动车辆过渡，客流变为以行人、非机动车、二轮摩托车为主，同时，车渡的斜坡式码头对这类人群过渡存在一定的安全隐患，因此，自2012年6月11日起，塘米线轮渡临时关闭改造。2012年6月10日傍晚18：35分，塘米线轮渡开出最后一班船，由沪航车25车渡渡轮自塘口轮渡站开往米市渡轮渡站，随后轮渡站关闭。至此，上海黄浦江车渡航线历史终结。米市渡後改造為松南郊野公園。

## 航线班次
- 米市渡轮渡站：6：30——18：30

| 6：30——18：30 | 30分钟一班 |

- 塘口轮渡站：6：45——18：35

| 6：30——18：15 | 30分钟一班 |
| 18：35        |            |

参考资料：

## 公交换乘
- 米市渡轮渡站：松江32路
- 塘口轮渡站：松江72路、塘卫线